# Hani Mojtahedi
Hani Mojtahedi (persisch هانی مجتهدی; geb. in Sanandadsch) ist eine iranische Musikerin. Ihre Musik vereint traditionelle persische Musik, zeitgenössische Einflüsse und kurdische Texte.

## Leben
Mojtahedi wurde im Osten Kurdistans innerhalb des nordwestlichen Iran geboren. Mojtahedi wuchs in einer Umgebung auf, die von den spirituellen Zusammenkünften und den zeitlosen Melodien der Sufis im Haus ihres Großvaters geprägt war. Diese Atmosphäre gab ihr schon früh ein Gefühl der Bestimmung. Ihre Mutter, deren Gesang Hani tief beeindruckte, und ihr Onkel, ein Bewunderer des kurdischen Sängers Ali Merdan, prägten ihre musikalischen Aspirationen entscheidend.
Mojtahedi erlebte ihre Kindheit vor dem Hintergrund von Konflikten, wo die Geräusche von Bomben und Artillerie eine dissonante Symfonie spielten. Diese formenden Erfahrungen stärkten ihren Willen und trieben sie zur Verfolgung eines zweckerfüllten Lebens. Im Jahr 2004 traf sie die Entscheidung, ihr Heimatland zu verlassen und zur Weiterverfolgung ihrer musikalischen Karriere nach Berlin umzuziehen.

## Wirken
Mojtahedi gründete die erste iranische Frauenband und musste eine lange Auseinandersetzung mit den religiösen Autoritäten Irans führen. Ihre Musik zeichnet sich durch eine Mischung aus Pop, traditioneller kurdischer Musik und elektronischen Elementen aus. Mojtahedi setzt sich politisch ein und unterstützt die Unabhängigkeit der kurdischen Minderheit im Iran sowie die Menschenrechte allgemein.
Mojtahedis Partnerschaft mit dem deutschen Electro-Musiker Andi Toma von Mouse on Mars führte zur Veröffentlichung eines gemeinsamen Albums, das auch eine Hommage an ihren Großvater, einen Sufi-Meister, darstellt. Ihre Musik ist offen und experimentell, mit Zusammenarbeiten, die von Electronica-Künstlern bis hin zu großen Orchestern reichen. Besonders hervorzuheben ist ihr Projekt HJirok, das während eines Aufenthalts in der irakisch-kurdischen Stadt Erbil entstand und traditionelle Elemente mit moderner Elektronik vereint. Mojtahedi veröffentlichte mehrere Alben, darunter Dayk (2010), Shaw (2019), Skala (2019), Babylon Orchestra (2020) und Nour (2020).
Durch ihre Musik und ihre öffentlichen Auftritte etablierte Mojtahedi sich als eine Stimme des Widerstands und der Hoffnung für die kurdische Gemeinschaft und darüber hinaus. Ihre Arbeit spiegelt ein Engagement für die Förderung von Frieden, kultureller Vielfalt und Frauenrechten wider.